# Андрій Халецький
Андрій Халецький (д/н — 1595 або 1598) — державний і військовий діяч, урядник, дипломат Речі Посполитої.

## Життєпис
Походив з українського шляхетського роду Халецьких власного гербу. Син Йосипа Халецького, канівського і черкаського старости, від його першої дружини княгині Доброхни Головчинської. Про дату народження та молоді роки замало відомостей.
1560 року стає королівським дворянином Сигізмунда II Августа. 1567 року згадується у пописі литовського лицарства. 1569 року обирається земським писарем річецьким. Того ж року як посолом Річицького повіту підписав Люблінську унію. Того ж року направлений до Московського царства, щоб повідомити царя Івана IV Грозного про Люблінську унію і передати йому листа щодо обміну полоненими.
Брав участь у Лівонській війні, зокрема у відвоюванні Полоцька, поході на Великі Луки. 1579 року стає річицьким земським суддею. У 1580—1581 роках імовірно був лановим поборцею. 1589 року обирається річицьким повітовим маршалком.
1590 року за відсутності Халецького білоцерківський підстароста Дмитро курцевич-Булига із загоном у
3 тис. кінноти напав на посагове містечко дружини Андрія і пограбував його. 1591 року обирається депутатом від Волинського воєводства на Коронний Трибунал в Любліні. Помер за різними відомостями 1595 або 1598 року.

## Маєтності
Мав розлогі володіння в Ржищевській волості Київського воєводства і на Волині, де підтримував приязні стосунки з князем Андрієм Курбським. Свою частку родового міста Хальча передав зведеному брату Івану, але продовжив свою діяльність у Річицькому повіті, де дістав від короля Стефана Баторія нові маєтності. У 1588 році за 3000 кіп литовських грошей купив міста Ржищів, Ходорів, Воронів.

## Родина
Дружина — Гальшка, донька Франціска Хвальчевсього, ковельського старости.
Діти:
- Франціск. Помер безпотомний.
- Йосип (д/н — після 1640), річицький поборця. Мав 4 синів.
- Петро (д/н — після 1646), річицький маршалок. Мав 2 синів.